# Gymplatanthera borelii
Gymplatanthera borelii là một loài thực vật có hoa trong họ Lan. Loài này được L.C.Lamb. mô tả khoa học đầu tiên năm 1906.